# Важкий винищувач

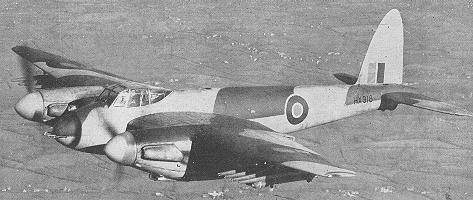
Важкий винищувач de Havilland Mosquito, озброєний гарматами та ракетами

Важкий винищувач — це винищувач, спроєктований для розміщення на його борту важчого озброєння і для дії на більших відстанях, ніж звичайний винищувач. 

## Концепція
Головне завдання важкого винищувача — супровід союзних бомбардувальників під час рейду і захист їх від ворожих перехоплювачів. Для досягнення необхідного результату, більшість важких винищувачів мали два рушії, також багато з них мали команди з кількох людей. Маючи потужне курсове озброєння, важкий винищувач могли застосовувати також для штурмових дій проти наземних цілей.
Головною відмінністю важких винищувачів від винищувачів бомбардувальників було основне завдання літака: його ціллю були, насамперед, винищувачі супротивника під час супроводу своїх бомбардувальників  — а не перехоплення бомбардувальників супротивника. Також різною була швидкість, маневреності літака і його практична стеля польоту. Важкі винищувачі з двома двигунами проєктували напередодні Другої світової війни. 
Задумані як винищувачі супроводу для бомбардувальників, що здатні долати великі відстані, на довгі відстані, або замінники концепції винищувачів бомбардувальників, — важкі винищувачі під час Другої Світової здебільшого не могли впоратись із своїм завданням через їхню погану маневреність порівняно зі звичайними винищувачами. Легкі і маневрені одномоторні винищувачі, отримавши кращі двигуни і застосувавши відкидні баки, справлялися з цією функцією ефективніше. Винятком був американський  Lockheed P-38 Lightning, який виявився ефективним навіть проти менших та легших одномоторних винищувачів, особливо добре себе показав на Тихоокеанському театрі Другої світової війни.
Багато важких винищувачів з двома рушіями зі значним успіхом знайшли застосування як нічні винищувачі, бо на більшому фюзеляжі можна було розмістити радар і пристрої нічного бачення. Інші важкі винищувачі оснащували бомбами і некерованими ракетами для здійснення глибоких рейдів на територію супротивника.

## Країни Осі

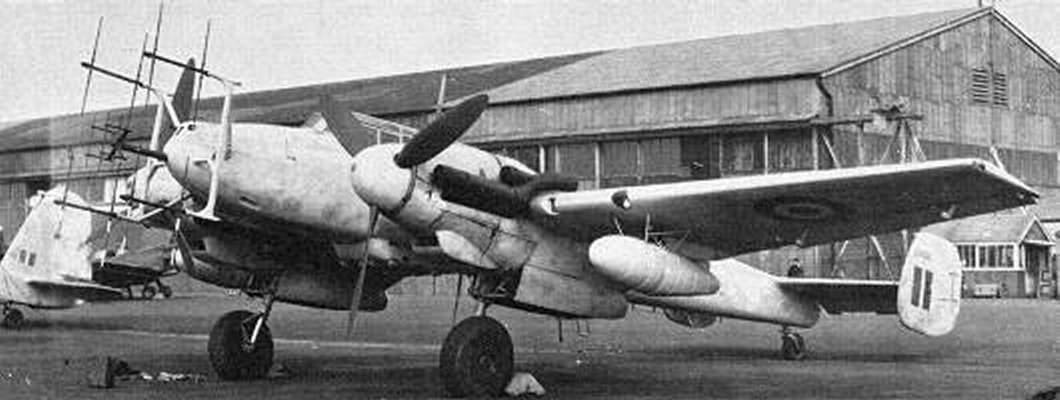
Messerschmitt Bf 110 G-4, обладнаний радаром для служби нічним винищувачем

Основним літаком, на якого було покладено функції важкого винищувача, був Zerstörer Messerschmitt Bf 110, довоєнний німецький «винищувач бомбардувальників». Люфтваффе, принаймні до початку Битви за Британію, вважало літаки типу Zerstörer важливішими за однодвигунові винищувачі. Багато найкращих пілотів були призначені на машини Bf 110 Zerstörer. Це був багатоцільовий літак, головною задачею якого було запобігання нальотам бомбардувальників на стратегічні об'єкти Рейху. Як важкі винищувачі, 110-ті мали на меті супровід і захист бомбардувальників під час польотів на великі відстані. Zerstörer мав використати свою високу швидкість і високу практичну стелю польоту для випередження маневрених одномоторних винищувачів супротивника, які хоч і значно поступалися німцям у озброєнні, могли перекрутити їх у маневреному бою. На практиці Bf 110 мав можливість використовувати це поєднання властивостей впродовж короткого часу; це добре спрацьовувало проти Hawker Hurricane під час Битви за Францію. Британські новітні винищувачі Supermarine Spitfire під час Битви за Британію мали вже трохи вищу оптимальну швидкість і вищу практичну стелю польоту, чим Bf 110. Зрештою, Bf 110 було переведено до класу нічних винищувачів, полярних винищувачів і перехоплювачів (винищувачів бомбардувальників) — і так служили більшу частину війни. Пізніші Me 210 і Me 410 Hornisse були заново спроєктовані з метою заміни Bf 110, але на цьому відтинку війни однорушійні винищувачі легко досягали швидкості дворушійних.
Ближче до завершення війни, Dornier Do 335 Pfeil міг стати ідеальним проєктом дворушійного Zerstörer-винищувача для Люфтваффе, який мав пропелери вмонтованих в фюзеляж двох рушіїв на протилежних кінцях фюзеляжу, що потенційно дозволяло значно кращу маневровість, а також істотно більшу швидкість (більше 750 км/г), ніж будь-який інший літак тої доби з двома поршневими рушіями, але як і більшість інших просунутих німецьких розробок в галузі літакобудування, які були здійснені наприкінці війни, Do 335 не мав шансів бути випущеним у великих кількостях.
Японія побудувала схожий на Bf 110 Kawasaki Ki-45. Схожим чином, нейтральні Нідерланди побудували напередодні війни двофюзеляжники Fokker G.I, певну кількість яких захопив Вермахт.

## Союзники

### Велика Британія

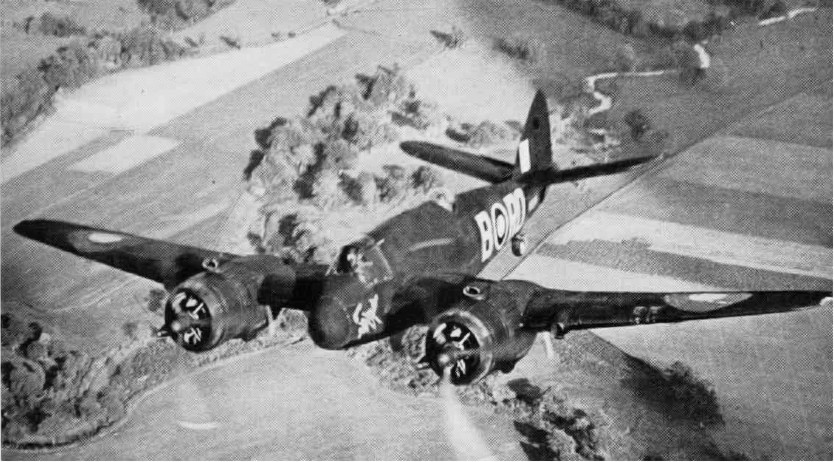
Bristol Beaufighter

Можливо через віру, що «Бомбардувальники завжди прорвуться», англійці відставали в розробці важких винищувачів. Не враховуючи Westland Whirlwind і Welkin, побудованих в скромних кількостях, важкі винищувачі Королівських ВПС під час війни були всі перероблені з бомбардувальників. Під час Битви за Британію, бомбардувальник Bristol Blenheim, як тимчасовий захід в умовах підвищеної секретності, з радаром і набором гармат, перетворився на перший нічний винищувач королівських ВПС.
Успішнішим був Bristol Beaufighter, який використав головні складові торпедного бомбардувальника Beaufort. Озброєний шістьма .303 дюймовими автоматичними гарматами, чотирма 20 mm гарматами та набором бомб і ракет, Beaufighter був переконливим аргументом під час протикорабельних і наземних атак у Тихому океані та Європі. З доданням радара він був одним з головних нічних винищувачів королівських ВПС. Подібно, швидкий бомбардувальник de Havilland Mosquito був з часом перероблений для використання як денний і нічний винищувач.

### США
Впродовж кінця 1930, Bell Aircraft спроєктував YFM-1 Airacuda «винищувач бомбардувальників». Дуже великий і важко озброєний, Airacuda мав ряд дефектів проєктування; зрештою, всього 13 машин було побудовано, із них було створено одну ескадрилью. З огляду на відсутність супротивників над океаном, ескадрилья не взяла участь у Другій світовій війні.

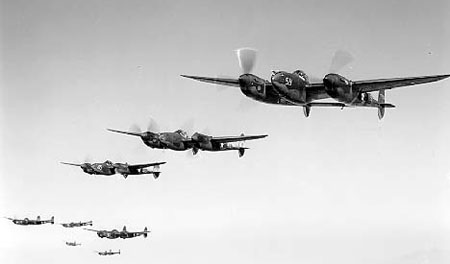
З'єднання з восьми Lockheed P-38 Lightning

Найуспішнішим важким винищувачем війни був Lockheed P-38 Lightning. Він був спроєктований з метою несення важкого озброєння на високих швидкостях або далекі дистанції. Через декілько причин, особливо через його чудовий турбонагнітач і його команду з однієї (а не з двох чи трьох) людини, він значно перевершував своїх німецьких або британських конкурентів. На службі використовувався як винищувач супроводу, під час рейдів B-17 Flying Fortress глибоко в окуповану німцями Європу, де він був в стані вести боротьбу із значно легшими німецькими винищувачами. У своїй ролі супроводу, P-38 був першим винищувачем союзників над Берліном. Також він був дуже успішним на Тихоокеанському театрі, тут його дальнодія була наріжною перевагою. Дорогий у виробництві та утриманні отримав інші призначення, коли однорушійний, але так само дальнодійний P-51D Mustang надійшов до складу ескадрилей.

## Після війни

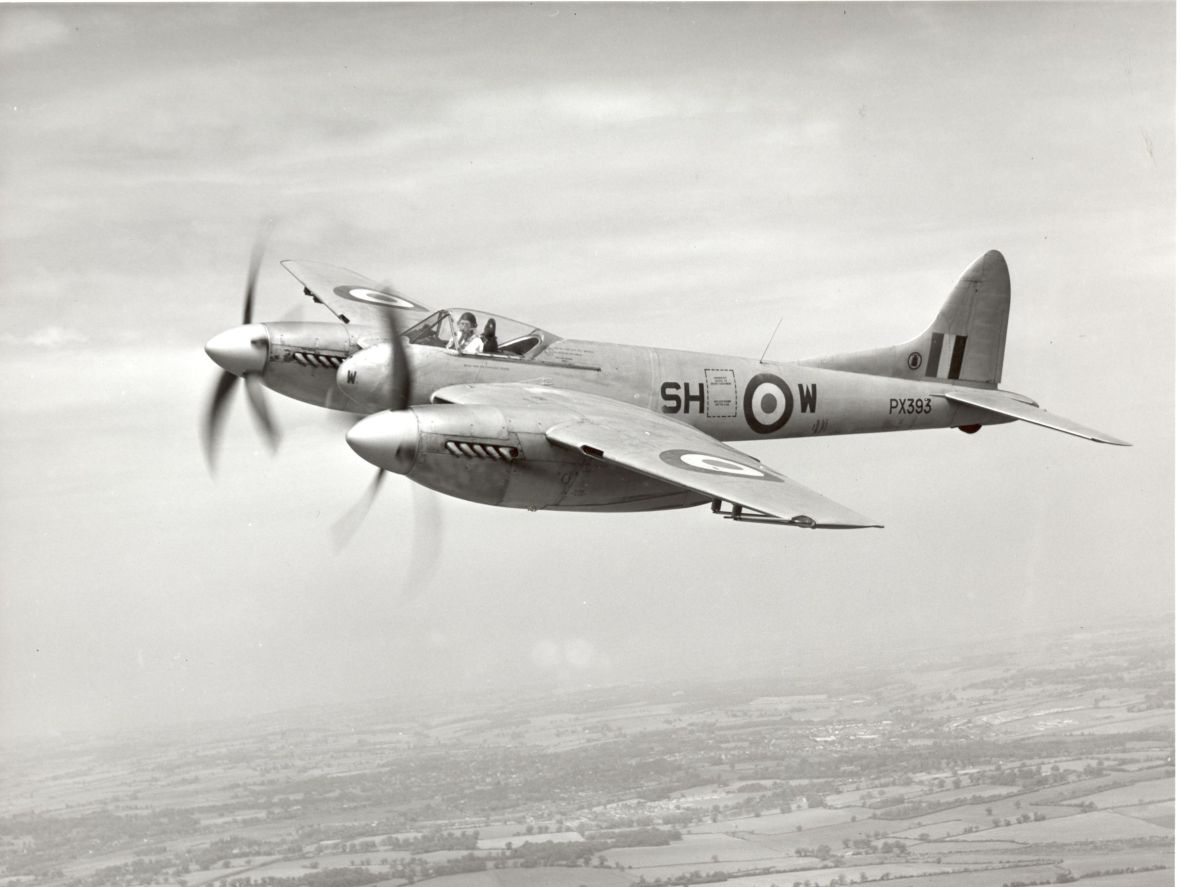
de Havilland Hornet

Останніми важкими винищувачами. що поступили на службу були de Havilland Hornet і Sea Hornet, і F-82 Twin Mustang. Всі були розроблені наприкінці Другої Світової для використання в Тихоокеанському театрі, хоча до діючих ескадрилей всі вони поступили після перемоги над Японією, Hornet в 1946, Sea Hornet в 1947 і Twin Mustang в 1948.
Хоча за дизайном багато сучасних винищувачів можуть бути названі важкими винищувачами, наприклад, F-15 Eagle і нині знятий з озброєння F-14 Tomcat, загалом термін більше не використовується.